# Hermann Siegfried Rehm
Hermann Siegfried Rehm (* 1. April 1859 in Aachen; † nach 1939) war ein deutscher Journalist und Schriftsteller.

## Leben
Hermann Siegfried Rehm war zunächst als Bautechniker tätig; später lieferte er Beiträge zu diversen rheinischen Zeitschriften. Er war Herausgeber der ab 1896 in Montjoie erscheinenden Zeitschrift Das Eifelland und Mitarbeiter der Kölner Zeitschrift Das neue Jahrhundert. Danach hielt er sich in Frankfurt am Main und zwischenzeitlich in Berlin auf. Weitere Einzelheiten über sein Leben seit den Dreißigerjahren und seinen Tod waren nicht zu ermitteln.
Hermann Siegfried Rehm verfasste heimatkundliche Werke über die Eifelregion und Reiseberichte über seine Wanderungen in ganz Deutschland. Später veröffentlichte er einige historische Romane und gab Anthologien mit humoristischen Texten heraus.

## Werke
- Bad Burtscheid und seine Umgebung, Aachen 1887
- Malmedy und das Thal der Warche, Montjoie 1887
- Düren-Nideggen und das untere Ruhrtal (Roer), Montjoie 1888
- Das Hochland der Eifel, Montjoie
  - 1. Die Nord- und Westeifel, 1889
  - 2. Die Hohe Eifel, 1890
  - 3. Die vulkanische Eifel, 1891
- Das Kyllthal in der Eifel, Prüm 1889
- Die Westeifel, Prüm 1889
- Die Unverwüstlichen, Hagen i.W. 1891
- Auf rheinischen Landstraßen, Neuwied [u. a.] 1900
- Das Buch der Marionetten, Berlin 1905
- Deutsche Volksfeste und Volkssitten, Leipzig 1908
- Lachende Masken, Berlin 1908
- Auf deutschen Landstraßen, Berlin 1911
- Speculum hilaritatis oder Der fröhliche Spiegel, Berlin 1912
- Mohammed und die Welt des Islam, Leipzig 1915
- Aus dem Reiche des Halbmondes, Leipzig 1916
- Feldmarschall Helmuth von Moltke, Leipzig 1916
- Nasreddin, der Schelm, Berlin [u. a.] 1916
- König Jerômes Karneval, Berlin 1918
- Die Erzählungen des Scheichs von Damaskus, Leipzig 1919
- Der Humor in der Memoirenliteratur, Halle (Saale) 1919
- Auf hessischen Landstraßen, Fulda 1921
- Das tausendjährige Reich, Bad Rothenfelde 1925

## Herausgeberschaft
- Deutsches Lachen, Berlin-Grunewald 1911
- Die fidele Kommode, Berlin-Grunewald 1912
- Nikolaj V. Gogol: Tschitschikows Irrfahrten oder Die toten Seelen, Leipzig 1913
- Das Lachen der Völker, Leipzig 1927

## Übersetzungen
- François Coppée: Die Freuden des Abbé Moulinet und andere Erzählungen, Wiesbaden 1926